# Station Flénu-Central
Station Flénu-Central was een spoorwegstation langs spoorlijn 98 (Bergen - Warquignies) in de deelgemeente Flénu van de Belgische stad Bergen (Frans: Mons).
Deze lijn werd afgeschaft voor reizigersvervoer in 1984 en opgebroken in de jaren 90 van de 20e eeuw. De bedding van de lijn is thans omgevormd tot een RAVel-pad.

## Aantal instappende reizigers
De grafiek en tabel geven het gemiddeld aantal instappende reizigers weer op een week-, zater- en zondag.
| Tabel: aantal instappende reizigers station Flénu | Tabel: aantal instappende reizigers station Flénu | Tabel: aantal instappende reizigers station Flénu | Tabel: aantal instappende reizigers station Flénu |
|                                                   | Weekdag                                           | Zaterdag                                          | Zondag                                            |
| ------------------------------------------------- | ------------------------------------------------- | ------------------------------------------------- | ------------------------------------------------- |
| 1977                                              | 89                                                | 18                                                | 0                                                 |
| 1978                                              | 73                                                | 18                                                | 0                                                 |
| 1979                                              | 73                                                | 9                                                 | 0                                                 |
| 1980                                              | 77                                                | 13                                                | 0                                                 |
| 1981                                              | 82                                                | 9                                                 | 0                                                 |
| 1982                                              | 40                                                | 0                                                 | 0                                                 |
| 1983                                              | 37                                                | 0                                                 | 0                                                 |

0,0: Bergen ·
2,0: Cuesmes ·
6,2: Flénu-Central ·
6,9: Flénu-Produits ·
9,7: Pâturages ·
10,4: Wasmes ·
11,0: Petit-Wasmes ·
12,3: Warquignies ·
13,7: Warquignies-Clinique ·
14,9: Boussu-Bois ·
17,2: Dour ·
19,2: Elouges ·
23,8: Quiévrain